# Палац Потоцьких (Одеса)
Пала́ц Пото́цьких — одна з найперших визначних пам'яток архітектури в Одесі. Палац розташований по вул. Софіївській, 5а. Споруджувався між 1823 та 1828 роками.

## Історія
18.04.1805 року місто надало ділянку у кварталі XLI між Софіївською вулицею та морем одеському купцю 2-ї гільдії Мартину Васильовичу Католікову. На плані Мінчакі 1822 року накреслені дві прямокутні споруди по червоній лінії вулиці, що збігається з розташуванням сучасних службових споруд ділянки. 28.06.1823 ділянку придбала графиня Ольга Станіславівна Наришкіна, до шлюбу Потоцька. Також нова власниця придбала декілька сусідніх ділянок, таким чином вона стала власницею ділянок під номерами 493, 494, 496, 497 та 498. Незабаром на території цих ділянок розпочалося спорудження палацу, документи на який було видано 17.04.1828.. Щодо авторства, то існують різні версії. За однією, автором є Ф. К. Боффо, який спорудив палац у 1823—1826 роки, за іншою автор є невідомим, а Ф. К. Боффо лише здійснював нагляд, також згадується наявність ескізів палацу виконаних архітектором Л. Рускою.
28.01.1850 року Ольга Наришкіна продала ділянку на Софіївській, 5 ротмістру у відставці Станіславу Йосиповичу Юр'євичу. Після його смерті успадкував його син дворянин Фелікс Юр'євич.
14.04.1888 року ділянку у Ф. С. Юр'євича придбав за 140000 руб. з погашенням заборгованості колишнього домовласника Міському кредитному товариству у розмірі 150 000 руб. міський голова Григорій Маразлі. Борг Кредитному товариству був успадкований Феліксом Юр'євичем від свого батька.
У жовтні 1889 року Г. Г. Маразлі запропонував місту надати у дар частину своєї ділянки на Софіївській для розміщення різноманітних міських закладів: аудиторії для народних читань, народного училища, музею красних мистецтв, музею прикладних знань, музею Товариства історії та старожитностей. 6.11.1889 Міська дума прийняла постанову у отриманні у дар дві ділянки з метою влаштувати на одній міську аудиторію та народне училище, а на іншій — Музей красних мистецтв з окремими приміщеннями для Одеського відділення Імператорського російського технічного товариства, музею прикладних знань, музею Імператорського Одеського товариства історії та старожитностей, для нарад Бальнеологічного товариства. Однак передача ділянок у власність відбулася лише 30.03.1892. Передавалися дві ділянки: ліва, де знаходились допоміжні приміщення мала площу 335 кв. саж. та центральна, на який знаходилась будівля палацу, її площа складала 861 кв. саж. Передане майно оцінювалось у 100000 рублів. Права частина ділянки з іншими допоміжними приміщеннями та весь схил позаду палацу до Приморської вулиці залишалися за Г. Г. Маразлі.
У 1890 році архітектор Ю. М. Дмитренко склав проєкт Аудиторії для народних читань, яка сполучалася з лівим крилом палацу і освітлювалася верхнім світлом. Вона мала окремий вхід з подвір'я. 20.06.1891 року спорудження її було закінчено. Нині у приміщенні аудиторії розташована виставкова зала Одеського художнього музею.
Архітектор М. К. Толвінський склав проєкт реконструкції та ремонту будівель з проєктним кошторисом у 57 000 руб., але Імператорське Одеське товариства історії та старожитностей відмовилося від розміщення у палаці, а для Одеського відділення Імператорського російського технічного товариства була споруджена окрема будівля на Князівській вулиці. З врахуванням наведених змін Толвінський у період кінця 1893 — початку 1884 рр. склав новий проєкт з проєктним кошторисом у 37 903 руб. При обстеженні споруди виявилося, що вона потребує також ремонту фасадів та інтер'єрів — частина штукатурки відпала і таким чином було припущено, що сума робіт може збільшитися до 40000 руб..
У 1885 році на території палацу була влаштована Виставка домогосподарства, для неї під палацом був влаштований декоративний грот, а позаду палацу розмістилися виставкові павільйони. Виставку відвідало 186 000 осіб.
Виділені містом гроші на 1898 рік призначалися для придбання картин та влаштування квартири доглядача. Проєкт пристосування приміщень для потреб художнього музею і квартири доглядача склав цивільний інженер Е. Я. Меснер. Проєктний кошторис склав 950 рублів..
22.10.1898 був відкритий Міський педагогічний музей з дитячим садочком для фізичного виховання дітей.
21.10.1899 була відкрита друга міська безкоштовна народна читальня
24.10.1899 був відкритий Музей Товариства красних мистецтв
Приміщення лівої частині ділянки, які належали Г. Г. Маразлі, надавалися приватним особам у оренду. На початку ХХ століття Маразлі віддав у дар дві частини даної ділянки по Приморській вулиці: 17.08.1900 — «Одеському товариству для влаштування нічліжних притулків», 21.09.1905 — «Товариству для допомоги бідним м. Одеси». Таким чином Г. Г. Маразлі залишився власником лише ділянки по Софіївській вулиці та позаду палацу без виходу на Приморську вулицю загальною площею 1 десятина 1776,4 кв. саж. У 1907 році Маразлі вмирає, ділянку успадковує Олександр Іванович Сафонов, який вмирає у 1908 році. Новим спадкоємцем став Петро Сергійович Толстой, який вмер 1(14).12.1918. Під час Жовтневої революції ділянка була продана, а вдова П. С. Толстого залишила терени Російської імперії.
З встановленням Радянської влади колишню ділянку Толстого було націоналізовано і приєднано до музею. Нині у приміщенні Палацу Потоцьких розташовано Одеський художній музей.
У 2014 році на палаці було встановлено табличку QRpedia — відсканувавши код смартфоном, можна відразу потрапити на статтю в Українській Вікіпедії.

## Архітектура
Будинок з гарним портиком коринфського ордеру побудований у стилі класицизм (прим.: у оригіналі — італійського відродження); до нього притуляються флігелі, що розташовані з обох боків середній підвищеної частини будинку у формі чвертей кола. Цікавим є стара зала в нижньому поверсі цього будинку, що оздоблена витонченими ліпними прикрасами з золотінням, з гарним, добре зберігшимся старим паркетом, а також велике напівкругле вікно над парадними сходами до верхнього поверху, з старовинним живописом на склі.
Особливо доброю є головна зала верхнього поверху, що освітлюється зверху, скрізь дах, і, завдяки осбливому пристрою з полотняного тенту, користується приємним, м'яким світлом. Еффектною є також велика зала нижнього поверху, що розкішно оздоблена ліпною роботою і паркетним полом художнього роботою.
Територія ділянки відокремлена від вулиці металевою огорожею. Всередині курдонеру розташована велика кругла клумба, яка захищена від коліс повозок кам'яними стовпами. Такі ж самі стовпи встановлені на пандусі біля головних дверей палацу. Між ділянкою палаці та ділянкою № 3 ліворуч від нього влаштований прохід на територію позаду палацу.
Зберігся грот влаштований для виставки домогосподарства у 1895 році. Вхід до нього розташований всередині палацу біля головного входу. Ззовні території між флігелями у західній частині ділянки розташований вхід до підвалу де у дорадянські часи був розташований питний заклад. Збереглися фрагменти розписів інтер'єру закладу, нині приміщення займає галерея «Жовті велетні».
Інтер'єри палацу мають добру збереженість з автентичним плануванням, головний вхід з вестибюля до залу зачинений. На другому поверсі частина підлоги була облицьована мозаїчними кахлями на античну тематику. Збереглись розписи ліхтаря центрального залу другого поверху.